# Jäärja
Jäärja – wieś w Estonii, w prowincji Parnawa, w gminie Saarde.